# Uropeltis nitida
Uropeltis nitida är en ormart som beskrevs av Beddome 1878. Uropeltis nitida ingår i släktet Uropeltis och familjen sköldsvansormar. Inga underarter finns listade i Catalogue of Life.
Arten förekommer i en liten region i bergstrakten Västra Ghats i södra Indien. Individerna som undersöktes vid artens vetenskapliga beskrivning under senare 1800-talet är de enda som är kända. De hittades vid 1300 meter över havet. Vid tillfället noterades ingenting angående artens habitat och levnadssätt.
IUCN listar Uropeltis nitida med kunskapsbrist (DD).